# 幸せってなんだろう
『幸せってなんだろう』（しあわせってなんだろう）は、ナイトdeライトの配信シングル。2020年6月1日リリース。

## 概要
前作『tribute』以来約1週間振りに発売された作品で、ナイトdeライト初の配信限定シングルである。
2020年5月22日放送のFMカロス「ナイトdeライトの所帯持ったっていいじゃない」で音源を初解禁。また、同年6月1日にYouTube上で行われた『UP TO YOU 生配信ライブ』において、STVラジオの2020年6月の推薦曲に採用されたことと、6月上旬に配信開始されることが発表された。

## 収録曲

### リスト
| #         | タイトル               | 作詞     | 作曲・編曲 | 時間 |
| --------- | ---------------------- | -------- | ---------- | ---- |
| 1.        | 「幸せってなんだろう」 | 長沢紘宣 | 長沢紘宣   | 4:50 |
| 合計時間: | 合計時間:              | 4:50     |            |      |

### 収録曲について
1. 幸せってなんだろう
作詞/作曲:長沢紘宣

| スタブアイコン | サブスタブ | この項目は、まだ閲覧者の調べものの参照としては役立たない、シングルに関連した書きかけの項目です。この項目を加筆・訂正などしてくださる協力者を求めています（P:音楽/PJ:楽曲）。 |